# Supermartes II de 2008

Mapa del "Super Martes II" que muestra los cuatro estados que participan en el evento.

El Super Martes II, 2008, también se refiere como al Super martes 2.0, en la cual es el nombre dado para el 4 de marzo de 2008, el día en la que la segunda y más grande elección de primarias donde estados simultáneamente tienen sus primarias y asambleas para el ciclo de elecciones presidenciales de 2008. Es la segunda elección de Super Martes del 2008 y fue aproximadamente un mes después del Super Duper Martes. En las primarias democráticas hubo 444 delegados seleccionados para esta fecha, con 265 delegados en las primarias republicanas.

## Nombres antes del ciclo de elección
Después de la contienda tan reñida y a la cabeza con Obama por semanas veinte y cuatro estados tuvieron sus asambleas y primarias en el Super Martes, 2008, solo cuatro estados -Ohio, Rhode Island, Texas, y Vermont- permanecieron en la fecha tradicional del Super Martes de Marzo. Esto causó que expertos de los estados dijeran que este año, no fue "un Super Martes muy Super."  En el ciclo de las elecciones del 2004 ocurrió algo similar pero con divisiones pequeñas, con siete estados teniendo sus elecciones en el Mini-Martes de febrero, y 10 en el  Super Martes II en la fecha tradicional de marzo.

## Lugar de los delegados

### Democrático
Bajo las reglas del partido Demócrata, todos los delegados son en vía de representación proporcional, con un mínimo del  15% del voto popular recibido para poder adquirir un delegado. Un total de 444 delegados fueron asignados por el resultado de las primarias del 4 de marzo.

### Republicano
El partido republicano no tiene un sistema de representación proporcional para seleccionar a los delegados, pero en vez de eso, da permiso a que cada estado decida y determine su proceso de elección. Un total de 265 delegados fueron asignados por el resultado de las primarias del 4 de marzo.

## Resultados

### Democrático
| Estado       | Demócrata ganador | % del voto popular | # Delegados ganados | Notas              |
| ------------ | ----------------- | ------------------ | ------------------- | ------------------ |
| Ohio         | Hillary Clinton   | 54%                |                     | primaria           |
| Rhode Island | Hillary Clinton   | 58%                |                     | primaria           |
| Texas        | Hillary Clinton   | 51%                |                     | primaria/asambleas |
| Vermont      | Barack Obama      | 59%                |                     | primaria           |

### Republicana
| Estado       | Republicano ganador | % del voto popular | # Delegados ganados | Notas                                            |
| ------------ | ------------------- | ------------------ | ------------------- | ------------------------------------------------ |
| Ohio         | John McCain         |                    |                     | Distrito GST + todo GST                          |
| Rhode Island | John McCain         |                    |                     | Delegados con los nombres en las boletas         |
| Texas        | John McCain         |                    |                     | Distrito modificado GST + estatal GST si el 50%+ |
| Vermont      | John McCain         |                    |                     | Estatal GST                                      |